# Enciclopedia de la vida
La Enciclopedia de la vida (Encyclopedia of life o EOL, por sus siglas en inglés) es una enciclopedia en línea y base de datos colaborativa escrita por expertos, que pretende construir una enciclopedia que contenga un artículo por cada una de las especies de seres vivos conocidas en la Tierra. Cada artículo podrá contener sonido, vídeo, imágenes, gráficas y texto. Está soportado inicialmente por un fondo de 50 millones de dólares provenientes de cinco grandes instituciones científicas, encabezadas por la Fundación McArthur.
La página web de Internet de la enciclopedia, contiene información del proyecto, FAQs y páginas de demostración. Para mediados de 2008 comenzó a ofrecer al público información sobre una mayor cantidad de especies.
En 2007, a su inicio, el comité directivo del proyecto estuvo compuesto por altos representantes de: el Consorcio de la Biblioteca de la Herencia de la Biodiversidad, el Museo Field de historia natural, la Universidad de Harvard, la Fundación MacArthur, el Laboratorio de Biología Marina, el Jardín Botánico de Misuri, la Fundación Alfed P. Sloan y el Instituto Smithsoniano.

## Etapas
La información de muchas especies en particular la megafauna, puede ser actualmente consultada de una gran variedad de fuentes. Recopilar los datos disponibles actualmente en una sola fuente puede tomar alrededor de diez años. La iniciativa confiará en los esfuerzos ya establecidos, entre los que se encuentran el species -2000, el Catálogo de la vida del Sistema Integrado de Información Taxonómica, la FishBase, y el proyecto de Ensamblado del Árbol de la Vida (Assembling the Tree of Life (ATOL) de la National Science Foundation de los EE. UU.
El enfoque inicial fue en comenzar con animales y plantas, seguido del reino Fungi y los microbios. Finalmente se incluirán también las especies extintas. Como se espera que se descubrirán nuevas especies a una tasa alta, sobre todo de seres microscópicos como bacterias y virus, la enciclopedia estará en constante crecimiento. Para poder incluir en la enciclopedia en un tiempo aproximado de diez años las un millón ochocientas milde especies conocidas, se necesitarían añadir diariamente en promedio quinientas nuevas especies.
La misión de la enciclopedia es ser una herramienta de consulta útil para niños, estudiantes, profesores, científicos y el público en general. Está pensado que la enciclopedia tenga ediciones en distintos idiomas.
El costo estimado total del proyecto es de alrededor de ciento diez millones y medio de dólares estadounidenses.

## Visión
El biólogo E. O. Wilson anunció en marzo de 2007 el "sueño" de que alguien financiara el proyecto durante un discurso en una conferencia TED el foro anual en el que reconocidos ponentes tienen la oportunidad de pedir su "premio soñado". El 9 de mayo de 2007 el sueño se hizo realidad cuando cinco fundaciones científicas anunciaron el apoyo inicial de cincuenta millones de dólares estadounidenses para comenzar el proyecto.
Wikipedia sirvió como inspiración para la Enciclopedia de la vida, aunque esta última solo será escrita por expertos del tema.

### Estatus
EOL tenía en 2011 información sobre más de setecientas mil especies, junto con más de setecientas mil fotos y millones de páginas de publicaciones escaneadas.
El Comité ejecutivo de esta iniciativa estuvo compuesto en 2012 por representantes de Atlas of Living Australia, el consorcio Biodiversity Heritage Library, la Chinese Academy of Sciences, CONABIO, el Field Museum, la Universidad de Harvard, la Bibliotheca Alexandrina, la MacArthur Foundation, el Marine Biological Laboratory, el Missouri Botanical Garden, la Sloan Foundation, y la Smithsonian Institution.
En 2018 EOL tenía datos de características de 1 961 433 especies y taxones superiores.
En 2018 las instituciones que participan en EOL son: 
- Smithsonian Institution's National Museum of Natural History
- Atlas of Living Australia
- Harvard University
- Marine Biological Laboratory
- New Library of Alexandria[20]